# Esperanza Brito de Martí
Esperanza Brito de Martí (Mèxic, D. F., 1932 - 16 d'agost de 2007) va ser una periodista, feminista i activista mexicana en pro dels drets sexuals i reproductius de les dones.

## Vida i obra
Va ser filla de Rodulfo Brito Foucher, rector de la Universitat Nacional Autònoma de Mèxic, i de l'activista feminista Esperanza Moreno. Va debutar en l'àmbit periodístic en 1963 en la revista Novedades. Posteriorment, va dirigir a més la revista Fem, una de les primeres publicacions feministes a Amèrica Llatina que van fundar Alaíde Foppa i Margarita García Flores; d'altra banda, «va ser coordinadora editorial de Publicacions Continentals de Mèxic, on es produïen Vanidades, Buenhogar i Cosmopolitan».
Al costat de la seua compatriota Elena Poniatowska i les argentines Magdalena Ruiz Guiñazú i Miriam Lewi, va ser una reconeguda activista pels drets humans al seu país durant la dècada de 1970.
Com a activista pro-feminista, va participar en diverses organitzacions com per exemple el "Movimento Nacional de Mujeres", on va ser una de les seves fundadores en 1973 i la presidenta.
En 1967, va ser cofundadora de la "Coalición de Mujeres Feministas".
En 1973 va rebre el Premi Nacional de Periodisme «Juan Ignacio Castorena i Ursúa» pel reportatge Quan la Dona Mexicana vol, pugues publicat en la revista Siempre.